# サユリ
『サユリ』は、押切蓮介による日本の漫画作品。『コミックバーズ』（幻冬舎コミックス）にて、2010年3月号から2011年5月号まで連載された。
2024年に実写映画版が公開された。

## あらすじ
海を望む郊外の一軒家に7人家族の神木家が引っ越してくる。中学3年生で長男の則雄は新天地での生活に心を踊らせるが、間もなく父・昭雄が急死する。さらに家の中で様々な怪奇現象が現れ、直にそれを感じ取っていた祖父・章造や姉・径子が憔悴や錯乱をしていく。則雄の同級生で、霊感がある住田は、女性の霊が見えるとして則雄を気にかける。やがて夜半に弟・俊が神隠しにあって消え、章造も急死し、径子は則雄ら家族の前で忽然と姿を消す。ついに精神が壊れた母・正子が首吊り自殺を遂げるが、それを発見した則雄の目の前で煙のように死体が消えてしまう。
家に取り憑く悪霊の存在を認識し精神が壊れかける則雄であったが、最後の肉親でボケていた祖母が正気に戻り、則雄を叱咤する。かつての気丈さを取り戻した祖母は、家族を奪った"なにか"との戦いを宣言する。祖母は則雄に運動と食事を行うことで生命を濃くする必要性を解き、心が弱るととり殺されるとして気丈に振る舞うことで怨霊に対抗する。怨霊の方も則雄や祖母の精神の隙を突こうと様々な怪異を見せ、怯えさせようとするが、2人は乗り越えていく。やがて庭に埋められた「サユリ」こと九城小百合という少女の遺体を発見し、家を呪う怨霊の正体を掴むが、祖母は家族を奪った報いを受けさせてやると改めて復讐を誓う。
やがて何かを調べていた祖母は決着を付ける準備として留守を則雄に任せ、1日だけ出かける。住田も駆けつけ、2人で家の留守を守る中、サユリも祖母の不在を好機とみてこれまで以上に怪奇現象を起こし、真夜中、ついには怯えた2人を神隠しとして攫うことに成功する。そこにサユリを殺した彼女の家族を誘拐して連れ帰った祖母が帰宅する。祖母はサユリに見せつけるように彼女の家族を痛めつけ、則雄を返すことを要求する。自分を殺した憎き相手とはいえ、心の奥底に残った家族への情を刺激されたサユリは苦しみながら、俊や径子など次々と遺体を返し、最後にはまだ息がある則雄も返す。弱って小さくなったサユリの霊魂は自身が殺した神木家の者たちの死霊によってあの世へと連れていかれる。理不尽さに怒りを見せる則雄であったが、祖母は生きる者の責務を説き、則雄は同じく現世に帰された住田を発見する。
エピローグ、九城家の過去の殺人は公になり、呪いの家は取り壊されたと顛末が明かされる。則雄は再び痴呆状態となった祖母と新しい家に引っ越し、この先を一生懸命生きることを住田に話す。

## 登場人物
神木 則雄（かみき のりお）
本作の主人公。神木家の長男（三兄弟の2番目）。中学3年生。勝気な性格。狭いアパートから、不便でも広い家に引っ越せたことを喜んでいた。引越し以降、家族がおかしくなっていくことに不審を覚え、様々な怪奇現象が起きていることに気づきながらも、気丈に振舞う。
ばあちゃん
則雄の祖母。名前は不明（映画版では神木春枝）。かつては気性の激しい性格であったが現在は痴呆が進み、かなり大人しい。家族がの則雄を残していなくなった直後、正気を取り戻し、往年の気迫を見せ付ける。則雄に「生命を濃くする」術を説き、奪われた家族の無念を晴らさんと、あらゆる手段を以って家に潜むもの（サユリ）への復讐を決行する。
住田 奈緒（すみだ なお）
則雄の同級生。隣のクラスの女生徒。霊感があり、則雄の家に憑く女の霊の存在に気づき、彼の身を気にかける。
神木 俊（かみき しゅん）
則雄の弟（次男）。小学5年生。強気な兄姉と異なり、内向的かつ控えめで怖がり。引っ越す前に暮らしていたアパートの方が良いと思っていた。様子がおかしくなっていく家族に怯え、正気を保っている則雄と一緒にいることが多くなる。ある夜、則雄と同じ部屋に寝ていた際、服や靴などをそのままにして突如失踪する。
神木 径子（かみき けいこ）
則雄の姉（長女）。高校生。いずれ家を出て一人暮らしをすることを夢見ている。強気な性格で自己主張が激しい。引っ越してから、部屋に閉じこもるようになり、奇行が多くなる。章造も急死して暗澹となる中、突如、自分の舌を噛み千切り、苦悶しながら家の外へまろび出て行き、そのまま失踪する。
神木 昭雄（かみき あきお）
則雄の父。念願のマイホームを手に入れ、両親とも同居することになった矢先、急死する。
神木 正子（かみき まさこ）
則雄の母。家族を襲う不幸に耐えられなくなり、最期は則雄の目の前で首を吊る。その後、死体は消えて無くなる。
神木 章造（かみき しょうぞう）
則雄の祖父。何かに怯え、庭で倒れて病院に搬送される。退院し家に帰ってきた途端、再び倒れ死亡。死因は心不全。
九城 小百合（くじょう さゆり）
家に取り憑く悪霊の正体。最初の家主である九城家の長女。引きこもりで家族に暴力を振るっていたところ、最期は耐えられなくなった家族によって殺され、その死体は庭に埋められる。その無念から凶悪な怨霊となり、新たに家に引っ越してきた家族をとり殺し続けるようになる。
九城 夏彦（くじょう なつひこ）
小百合の父。小百合が引きこもりになり、それが原因で家庭が荒れてきても見て見ぬふりをしてきた。次女・香奈が小百合を刺したことをきっかけに、最後は自ら手を下し、その死体を私物ごと庭に埋める。そして家を引き払い、残った家族3人で他所の町で暮らしていた。
九城 美里（くじょう みさと）
小百合の母。用意しても手をつけないと分かっていても小百合のために食事を作り続け、その身を案じていた。しかし、最後は小百合の体を抑えつけ夫の殺人行為に協力し、小百合殺害に関与した。
九城 香奈（くじょう かな）
小百合の妹。引きこもりになり家族に迷惑をかけるようになった姉を忌み嫌っていた。母に暴力を振るう小百合を止めようとし、小百合への逆襲としてナイフで刺す。

## 書誌情報
- 押切蓮介『サユリ』幻冬舎コミックス〈バーズコミックス〉、全2巻
  1. 2010年9月24日発売[6]、ISBN 978-4-344-82038-8
  2. 2011年5月24日発売[7]、ISBN 978-4-344-82224-5
- 押切蓮介 『サユリ』 幻冬舎コミックス〈バーズコミックス・リミックス〉、2013年7月24日発売[8]、ISBN 978-4-344-82875-9
- 押切蓮介 『サユリ 完全版』幻冬舎コミックス〈バーズコミックス・スペシャル〉、2015年12月24日発売[9]、ISBN 978-4-344-83464-4

## 映画
2024年8月23日に公開された。監督は白石晃士、主演は南出凌嘉。R15+指定。また、本作は東南アジアなどを含む13か国で公開される。
2024年6月21日から販売されたムビチケカードの特典では、原作者の押切による描きおろしイラストが使用されている。同年7月4日に開幕した「第28回プチョン国際ファンタスティック映画祭」では、過激なアクションやホラーなどが対象の「アドレナリン・ライド部門」で本作がワールドプレミア上映される。同年7月18日から8月4日まで開催予定の「第28回ファンタジア国際映画祭」にも本作が出品される。

### キャスト
- 神木則雄：南出凌嘉[10]
- 住田：近藤華[14]
- 神木昭雄：梶原善[14]
- 神木正子：占部房子[14]
- 神木章造：きたろう[14]
- 神木径子：森田想[14]
- 神木俊：猪股怜生[14]
- 神木春枝：根岸季衣[14]
- 九条小百合：久保遙（幼少期：照井野々花）
- 九条夏彦：池田良[15]
- 九条美里：森田亜紀[16]
- 九条香奈：今城沙耶[17]（幼少期：吉田萌果[18]）
- 大浦奈都子：志水九九美[19]

### スタッフ
- 原作：押切蓮介『サユリ 完全版』（幻冬舎コミックス刊）
- 監督：白石晃士
- 脚本：安里麻里、白石晃士
- 製作：小山洋平、桑原佳子、井原敦哉、神崎良太、筋野茂樹
- 企画・プロデュース：田坂公章
- プロデューサー：小松重之、三宅亜実、伊達毅、安養寺紗季
- 撮影：伊藤麻樹
- 照明：井上真吾
- 録音・整音：石寺健一
- 装飾：前屋敷恵介
- 衣装：加藤友美
- ヘアメイク：板垣実和
- 小道具：天薬虹花
- 特殊メイク・特殊造形：千葉美生、遠藤斗貴彦
- アクションコーディネーター：富田稔
- キャスティング：増田悟司
- 音楽プロデューサー：田井モトヨシ
- 音楽：石塚徹、鈴木俊介、田井千里
- 編集：宮崎歩
- VFXディレクター：若松みゆき
- カラリスト：小林哲夫
- 助監督：古畑耕平
- 制作担当：田山雅也
- 配給：ショウゲート[20]
- 製作プロダクション：東北新社
- 製作幹事 - 博報堂DYミュージック&ピクチャーズ、ジェンコ
- 製作 - 「サユリ」製作委員会（博報堂DYミュージック&ピクチャーズ、VAP、ジェンコ、スタジオLeLe、東北新社）